# Karlheinz Weber (Schachspieler)
Karlheinz Weber (* 1934 in Zell im Wiesental) ist ein deutscher Fernschachspieler.

## Leben
Karlheinz Weber wuchs im oberbayerischen Partenkirchen auf. Beruflich war er zuletzt Schuldirektor des Franz-Marc-Gymnasiums in Markt Schwaben. Er wohnt in Dornach.

## Fernschach
1998 wurde ihm von der International Correspondence Chess Federation (ICCF) rückwirkend für 1995 der Titel Internationaler Meister im Fernschach (IM) verliehen. Die Normen hierfür erzielte er bei der Europameisterschaft 1994/98, bei der er hinter Manfred Hafner und Helmut John den dritten Platz belegte sowie bei einem Normenturnier von 1995 bis 1998, das er gewann. Seine höchste Elo-Zahl im Fernschach hatte er mit 2452 im Jahre 1996. Karlheinz Weber gewann verschiedene Fernschachturniere, unter anderem den 11. Dr.-Fritz-Baumbach-Pokal 2011/12 vor Wilhelm J. Brinkmann. Für die deutsche Nationalmannschaft spielte er zum Beispiel 2008/10 gegen die Ukraine, 2011 gegen Russland und Peru, 2012 gegen Italien sowie 2014 gegen die Vereinigten Staaten.